# Kariwa
Kariwa (jap. 刈羽村 Kariwa-mura) – wieś w Japonii, na wyspie Honsiu, w prefekturze Niigata. Według danych na rok 2020 miejscowość zamieszkiwało 4 380 mieszkańców , a gęstość zaludnienia wyniosła 166,7 os./km².